# プライベートカー

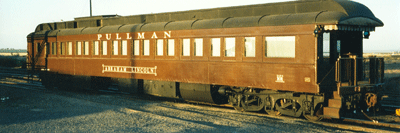
プルマン製ビジネスカー

プライベートカー（英語: Private car）は、特定の個人が使用するために製造、または改造された鉄道の客車である。鉄道会社が保有し社長や幹部が使用するものはビジネスカー（英語: Business car）と称される。

## 概要
列車に連結されて運転され、乗車している人に究極のプライバシーを提供する。鉄道会社の事業用車として、その鉄道会社の幹部を乗せたり、特に裕福な個人が旅行や娯楽のために利用したりした。特にアメリカ合衆国で見られたものである。また政治家が演説旅行に使用して、駅ごとに集まった聴衆に対して展望車から演説をするといった目的でも利用された。
19世紀末の金ぴか時代には、裕福な人々はそれぞれの目的に合わせて製造した、綺麗に飾られたプライベートカーを所有していた。また、プルマンやバッドなど多くの車両メーカーによって製造された当初は一般の客車として営業運転に用いられていた車両が、後にプライベートカーとしての使用用に改造された。車両の仕様は様々であるが、一般的に展望デッキを持ち、台所、食堂、居間、秘書室、展望室、使用人室などを備えていた。
リーランド・スタンフォードなどの鉄道で財を成した人々もまたプライベートカーを所有していた。アメリカ合衆国大統領となったエイブラハム・リンカーンは、大統領用に用意されたこうした凝った車両を好まず、死後に遺体を棺に入れて輸送するときに載せられただけであった。

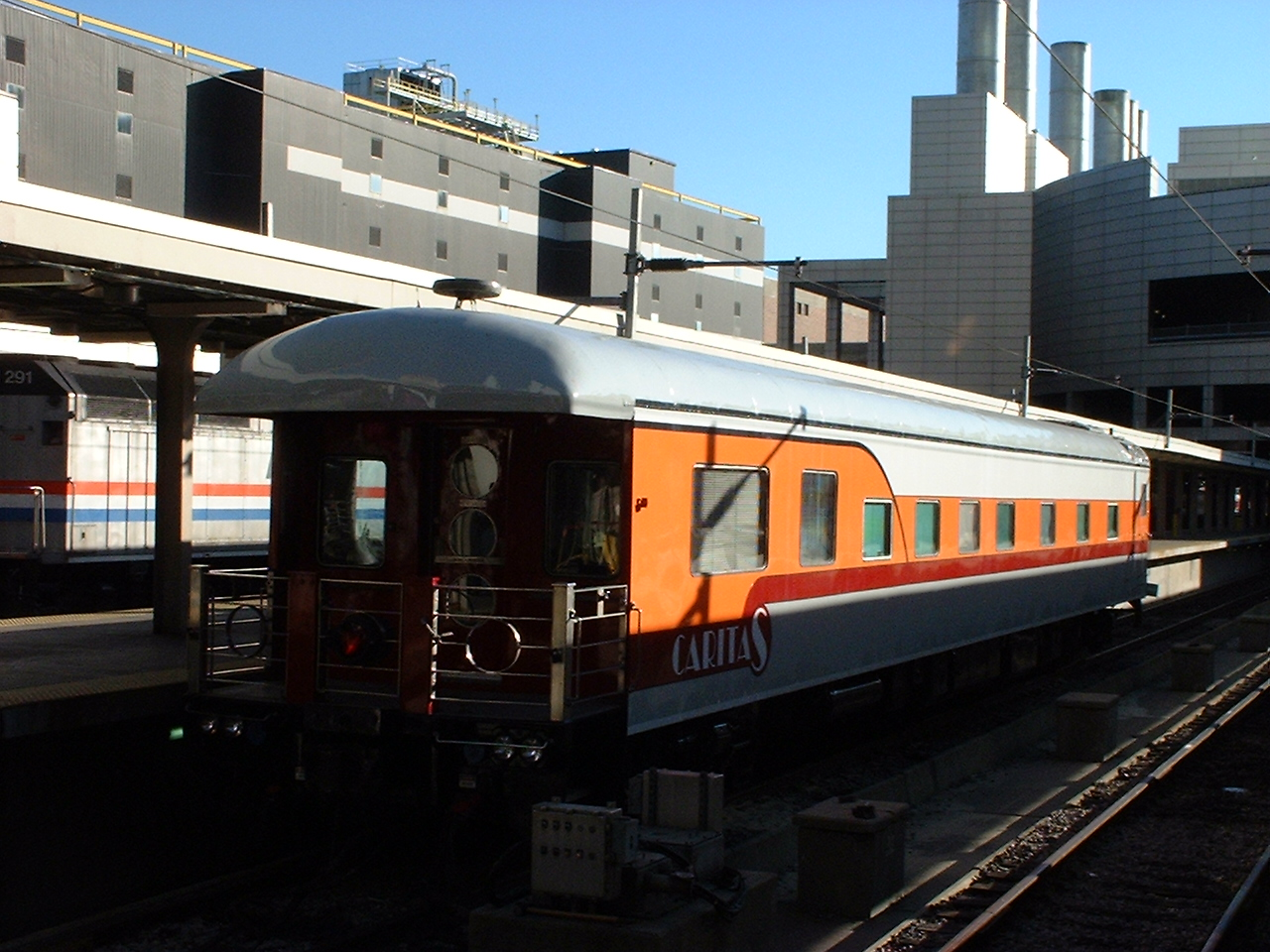
プライベートカー「カリタス」(Caritas) ボストン南駅 (South Station) にて2001年

プライベートカーは、アメリカの鉄道旅客輸送の全盛期にはかなり普及しており、長距離旅客輸送が不採算となって連邦政府出資のアムトラックに移管される1971年頃までは見られた。その後も使用され続けているプライベートカーもあり、ツアーなどに使用されたりイベントに貸し出されたりしている。また静態保存された車両もある。少数の車両のみがアムトラックの基準に準拠する改造を受けて、アムトラックの列車に連結して個人旅行を行うために使用されている。
作家のルーシャス・ビーブ (Lucius Beebe) とそのパートナーのチャールズ・M・クレッグ (Charles M. Clegg) は、最終期のプライベートカーのうちの2両、「ゴールド・コースト」(Gold Coast) と「バージニア・シティ」(Virginia City) を所有していた。ビーブが1959年に書いた「線路上の豪邸: プライベートカーの伝承」(Mansions on Rails: The Folklore of the Private Railway Car) では、アメリカ合衆国のプライベートカーの初期の歴史が紹介されている。
熱心な鉄道ファンが、こうしたプライベートカーが解体されるのを防いだことがある。かつてプライベートカーであった車両を貸し切ることが、上級の旅行産業において1つの業態となっている。そのためのニッチな雑誌「Private Varnish」も発行されている。アムトラックの規定では、車内で使用する電力の供給線と列車制御伝送線の設置を義務付けているが、プライベートカーの中には発電機を搭載していて貨物列車に連結しても同様に走ることのできるものがある。レストアされたプライベートカーのほとんどは現代の規定に適合するように改造されている。
イギリスではこうした車両はとても珍しかった。しかしサザーランド公爵が所有していた客車の例があり、これはヨークのイギリス国立鉄道博物館で展示されている。